# Ковалик Петро Васильович
Петро Васильович Ковалик (нар. 1 січня 1947, с. Троковичі, Житомирська область Україна) — український вчений у галузі медицини, отоларинголог, доктор медичних наук (1995), професор (2001) кафедри оториноларингології, офтальмології та нейрохірургії Тернопільського національного медичного університету імені І. Я. Горбачевського.

## Життєпис
У 1971 році закінчив Тернопільський медичний інститут.
Працював районним лікарем—оториноларингологом у Дзержинській центральній районній лікарні Житомирської області, асистентом кафедри медичної підготовки Тернопільського фінансово-економічного інституту, лікарем у Тернопільській міській поліклініці № 2 (1975—1985).
Від 1985 донині — у Тернопільському національному медичному університеті: асистент, доцент, завідувач кафедри оториноларингології (2000—2006), професор кафедри отоларингології, офтальмології та нейрохірургії.

## Наукова робота
У 1982 році захистив кандидатську дисертацію на тему «Прополіс в лікуванні хворих на хронічний гнійний верхньощелепний синуїт».
У 1995 році захистив докторську дисертацію на тему «Пухлини вуха: клініка, діагностика, лікування».
Досліджує проблеми лікування хронічного синуїту, доброякісних і злоякісних пухлин зовнішнього та середнього вуха.
Автор понад 200 наукових і навчально-методичних праць, зокрема: підручника «Медсестринство в оториноларингології» і посібника «Сімейна медицина». Має 10 патентів на винаходи.